# مركز أرياك للجمباز
مركز أرياكي للجمباز (اليابانية: 有明体操競技場 Ariake taisō kyōgi-ba)هي قاعة متعددة الأغراض في جنوب العاصمة اليابانية طوكيو، وبشكل أدق في منطقة أرياك في مقاطعة كيوتو في ولاية طوكيو. تستضيف القاعة فعاليات مسابقات الجمباز في دورة الألعاب الأولمبية الصيفية 2020 وكذلك مسابقات Boccia في الألعاب البارالمبية.
بعد المنافسة، ستعمل المدينة كقاعة معارض لمدة 10 سنوات تقريبًا.
تم الانتهاء من بنائها في 25 أكتوبر 2019. استخدم المهندسون المعماريون تقنيات البناء اليابانية التقليدية كأساس للبناء وفقًا للمنظمين، يجب أن يشبه مركز الجمباز «وعاء خشبي يسبح في الخليج». القاعة تتكون من ثلاثة طوابق فوق سطح الأرض، مساحة البناء 21261 متر مربع، إجمالي مساحة الأرض 39194 متر مربع. أكبر كمية من الأخشاب المستخدمة كمرفق لدورة الألعاب الأولمبية في طوكيو، استخدم المبنى حوالي 2300 متر مكعب من خشب الصنوبر والأرز. قاعة تتسع لحوالي 12000 متفرج، وكانت قد استضافت بطولة الترامبولين العالمية في 28 نوفمبر 2019.